# Cewi Cur
Cewi Cur (hebr.: צבי צור, ang.: Zvi Tsur, Tzvi Tzur, ur. 1923 w Zasławiu, zm. 28 grudnia 2004) – izraelski wojskowy i polityk, generał, w latach 1961–1964 Szef Sztabu Generalnego Sił Obronnych Izraela (raw alluf), w 1965 poseł do Knesetu, następnie dyrektor największych izraelskich przedsiębiorstw.

## Życiorys
Urodził się w 1923 w radzieckim Zasławiu. W 1925 wraz z rodzicami wyemigrował do stanowiącej brytyjski mandat Palestyny.
Ukończył szkołę podstawową i średnią. W wieku 16 lat przystąpił do żydowskiej organizacji paramilitarnej Hagana.
W 1948 brał udział w wojnie o niepodległość Izraela jako dowódca batalionu brygady Giwati. Był twórcą i dowódcą plutonu jeepów, który przeszedł do historii jako Lisy Samsona. Piął się w hierarchii Sił Obronnych Izraela, odbył studia w Stanach Zjednoczonych. W latach 1952–1956 stał na czele dywizji, w latach 1956–1958 był szefem Centralnego Dowództwa. W 1958 został zastępcą szefa sztabu Sił Obronnych Izraela i rozpoczął dwuletnie studia we Francji. W 1961 zastąpił Chajjima Laskowa na stanowisku szefa Sztabu Generalnego Sił Obronnych Izraela. Pozostał na najwyższym w Izraelu stanowisku wojskowym do 1964 roku, w tym czasie nie toczyła się żadna z izraelsko-arabskich wojen.

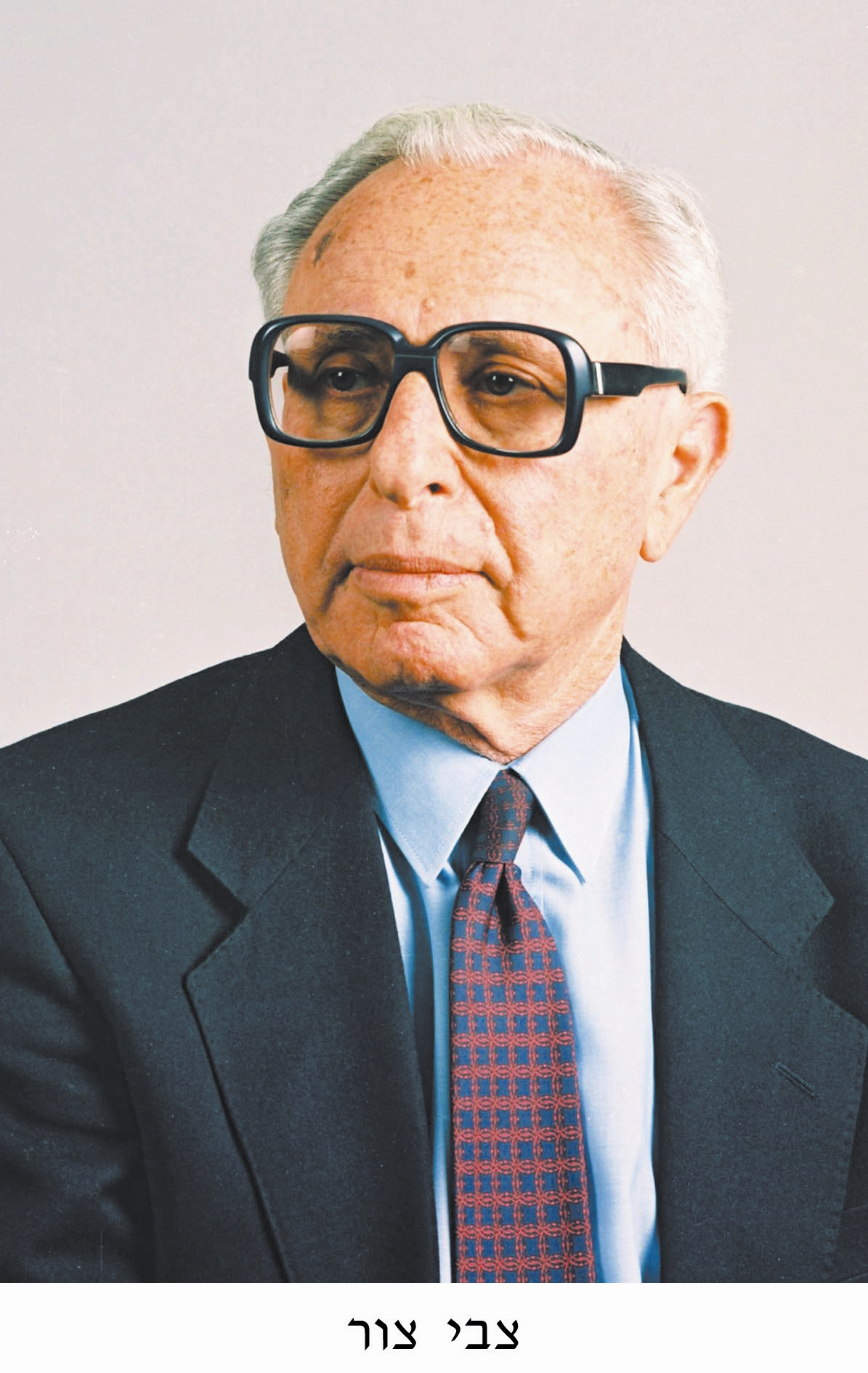
Cewi Cur (1993)

Od 1964 do 1967 był dyrektorem generalnym państwowego przedsiębiorstwa Mekorot zajmującego się dystrybucją wody w Izraelu.
W wyborach parlamentarnych w listopadzie 1965 po raz pierwszy i jedyny dostał się do izraelskiego parlamentu z listy Rafi premiera Dawida Ben Guriona, jednak już 8 grudnia zrezygnował z zasiadania w Knesecie, a jego mandat przypadł Amosowi Deganiemu. W szóstym Knesecie zasiadał w dwóch komisjach parlamentarnych – konstytucyjnej, prawa i sprawiedliwości oraz spraw gospodarczych.
W latach 1967–1974 był asystentem ministra obrony Moszego Dajana odpowiedzialnym za finanse, zamówienia publiczne, rozwój naukowy i produkcję broni.
Od 1974 do 1985 był dyrektorem generalnym Clal Industries. Następnie był przewodniczącym rady dyrektorów firmy telefonicznej Bezek (1986–1987) oraz zastępcą przewodniczącego rady dyrektorów największego izraelskiego holdingu Israel Corporation. W kolejnych latach stał na czele takich przedsiębiorstw jak kompania transportowa Zim (1987–1992) czy producent samolotów i uzbrojenia Israel Aerospace Industries (1993–1996).
Zmarł 28 grudnia 2004.